# BNK투자증권
BNK투자증권은 대한민국의 증권사이며 BNK금융지주의 자회사이다. 1997년 06월 02일 선물 회사인 부은선물로 설립되었으며 2009년 11월 18일 증권사 면허를 취득하면서 증권사로 업종을 변경하였다.

## 영업점
- 본사/영업부: 부산광역시 부산진구 새싹로 1 3-4층
- 서울영업부: 서울특별시 영등포구 국제금융로2길 24 6층
- 경남영업부: 경상남도 창원시 마산회원구 3.15대로 642 1층
- 울산영업부: 울산광역시 남구 중앙로 202 1층